# Macromidia genialis
Macromidia genialis är en trollsländeart. Macromidia genialis ingår i släktet Macromidia och familjen skimmertrollsländor. IUCN kategoriserar arten globalt som livskraftig.

## Underarter
Arten delas in i följande underarter:
- M. g. erratica
- M. g. genialis
- M. g. shanensis